# Hans Meyer (Mediziner, 1877)
Hans Meyer (* 30. Juli 1877 in Bremen; † 11. April 1964 in Marburg) war ein deutscher Arzt und  Röntgenologe.

## Leben
Hans Meyer, ein Nachfahre einer aus der Markgrafschaft Brandenburg-Bayreuth eingewanderten Familie, wurde am 30. Juli 1877 in Bremen als Sohn des Kaufmanns Engelbert Meyer (1849–1899) und der Berta geborene Klatt (1849–1933) geboren. Nach Abschluss eines Medizinstudiums in Marburg sowie abgelegter Promotion wurde Hans Meyer 1904 als Assistenzarzt an der Dermatologischen Klinik in Kiel eingesetzt, der der damalige Leiter, Ernst von Düring, ein Institut zur Lichttherapie angegliedert hatte. Nach weiteren Assistentenjahren am Physiologisch-Chemischen Institut der Universität Straßburg von 1906 bis 1908 und der Medizinischen Universitätsklinik Basel 1908 bildete sich an der Dermatologischen Abteilung des Hôpital St. Louis in Paris und der röntgentherapeutischen Abteilung der Dermatologischen Universitätsklinik in Bern von 1909 bis 1910 Meyers Arbeitsschwerpunkt heraus, nämlich das relativ neue Gebiet der Strahlentherapie, dem er sich 1910 bei der Rückkehr an die Hautklinik in Kiel endgültig zuwandte.
Nach seiner 1911 in Kiel erfolgten Habilitation wurde Hans Meyer zu Deutschlands erstem Privatdozenten für das Fach „Röntgenkunde und Lichttherapie“ bestellt, ehe er 1916 zum Professor ernannt wurde. 1913 wurde er mit der Leitung des Lichtinstitutes der Hautklinik betraut, das er bis 1914 zum eigenständigen Institut für Strahlenbehandlung ausbaute. 1912 gründete Meyer zusammen mit Carl Joseph Gauß und Richard Werner die Zeitschrift Strahlentherapie, die unter seiner mehr als 50-jährigen Herausgeberschaft zu internationaler Bedeutung gelangte.
Nach der Rückkehr aus dem Ersten Weltkrieg wurde Hans Meyer 1920 die Leitung der Strahlenabteilung der Staatlichen Krankenanstalten in Bremen übertragen. Zwischen 1925 und 1929 edierte er ein fünfbändiges Lehrbuch der Strahlentherapie. 1942 wurde Hans Meyer in den Ruhestand versetzt, anschließend übersiedelte er nach Marburg. Zuletzt wirkte er ab 1946 als Honorarprofessor an der Universität Marburg, zudem hatte er von 1945 bis 1950 kommissarisch die Leitung der dortigen Strahlenklinik inne.
Hans Meyer wurde mit hohen Ehrungen bedacht. So erhielt er die Antoine Béclère-Medaille, die Albers-Schönberg-Medaille, die Goethe-Medaille für Kunst und Wissenschaft (1942), die Röntgen-Medaille, die Karl Herxheimer-Plakette, die Carl Weigert und Paul Ehrlich-Plakette sowie 1952 das Große Bundesverdienstkreuz. Er wurde als Mitglied sowie Ehrenmitglied in zahlreiche wissenschaftliche Gesellschaften aufgenommen. 1928 und 1933 führte er den Vorsitz der Deutschen Röntgengesellschaft. Die Universitäten Gießen sowie Kiel würdigten Hans Meyer mit der Verleihung der Ehrendoktorate der Medizin beziehungsweise der Naturwissenschaften. 1961 erhielt Meyer die Albrecht-von-Haller-Medaille der Universität Göttingen.
In Marburg wurde er 1896 Mitglied der Burschenschaft Alemannia. Während seiner Tätigkeit als Leiter der Strahlenabteilung der Staatlichen Krankenanstalten in Bremen wurde er in den Bund der Freimaurer aufgenommen.
Hans Meyer vermählte sich im Jahr 1936 in Bremen mit Rosemarie geborene Nölke. Er starb am 11. April 1964 im 87. Lebensjahr in Marburg.

## Wirken
Meyers Arbeitsgebiete waren auf die experimentelle Strahlenbiologie und die Strahlendosimetrie in ihrer Beziehung zur therapeutischen Anwendung ausgerichtet. Wenn der Schwerpunkt dabei auch auf der Untersuchung der seit 1896 in der Therapie verwendeten Röntgenstrahlen lag, so galt sein Interesse außerdem weiterhin der Lichtbehandlung, was seinen Ausdruck unter anderem in der Gründung der Deutschen Gesellschaft für Lichtforschung im Jahr 1927 fand.
Hans Meyers Bestreben war es, die Röntgenbestrahlung vor allem in der Dermatologie und Gynäkologie, die zuvor zum Schaden von Patient und Arzt auf unzureichender empirischer Basis erfolgt war, gezielt und richtig dosiert anzuwenden. Im Zusammenhang damit untersuchte er die. Wirkung der Röntgenstrahlen auf keimende Pflanzen und im Tierexperiment auf verschiedene Enzyme und den Eiweiß- und Lipidstoffwechsel. Dabei erkannte Hans Meyer Unterschiede in der Tiefenwirkung verschiedener Strahlenqualitäten. Mit der „letalen Mausdosis“ als Bezugsgröße versuchte er, ein der Pharmakologie vergleichbares, auf der biologischen Wirkung beruhendes Maßsystem für die Dosierung der Röntgenstrahlen zu entwickeln.
Ebenso bemühte er sich um die Einführung einer auf der biologischen Wirksamkeit beruhenden Dosimetrie in der Lichttherapie. Die Methode von R. Sabourad und N. Noiré zur Messung der „Röntgenepilationsdosis“ änderte er zu einem leicht zu handhabenden und weit verbreiteten Verfahren in der Dosimetrie der Röntgenbestrahlung ab. Er erkannte die Vorzüge des Pendelprinzips bei der Strahlentherapie und vervollkommnete 1913 zur gezielten Tiefenbestrahlung bösartiger Gebärmuttertumore die „Kreuzfeuerbestrahlung“ zur Bewegungsbestrahlung mit der Pendelröhre.
Statistische Erkenntnisse machten ihn schon frühzeitig zu einem entschiedenen Befürworter der postoperativen Bestrahlung des Brustdrüsen- und Gebärmutterkarzinoms. In seinen Marburger Jahren verfasste er etliche Beiträge zur Geschichte seines Faches, seinen Pionieren sowie Opfern. Sein  Engagement galt der Zentralisierung der Strahlenkunde in Forschung, Unterricht und Therapie als ein Spezialfach an eigenen Universitätsinstituten.

## Werke (Auswahl)
- Die biologischen Grundlagen der Röntgentherapie, 1911
- Grundzüge der röntgentherapeutischen Methodik für die dermatologische Praxis, In: Lehrbuch der Haut- und Geschlechtskrankheiten, herausgegeben von Erhard Riecke, 1908, 3. Aufl. 1914, S. 526–553; 7. Aufl. Jena 1923, S. 543–571
- Grundzüge der Strahlentherapie in der Dermatologie, ebenda, 8. Auflage, 1931, Seite 604–652
- Eine Methode zur Messung der Röntgenstrahlung in der Therapie, In: Münchener Medizinische Wochenschrift 58, 1911, Seite 188–192
- Die Wirkung der Röntgenstrahlen auf den Chemismus der Zelle, In: Fortschritte auf dem Gebiete der Röntgenstrahlen 17, 1911, Seite 33–42, mit Friedrich Bering
- Röntgenstrahlen und Stoffwechsel, ebenda 32, 1924, Seite 104–112
- Experimentelle Untersuchungen zur biologischen Strahlenwirkung, In: Strahlentherapie 1, 1912, Seite 172–82, mit Hans Ritter
- Experimentelle Studien zur Feststellung eines biologischen Normalmaßes für die Röntgenstrahlenwirkung, ebenda, Seite 183–188, mit Hans Ritter
- Methoden zur Messung der Wirksamkeit violetter und ultravioletter Strahlenquellen, ebenda, Seite 189–207, mit Friedrich Bering
- Die Grundlagen der Methodik der Röntgentherapie in der Gynäkologie, ebenda, Seite 381–401
- Experimentelle Studien über die Wirkung des Lichtes, ebenda, Seite 411–437, mit Friedrich Bering
- Die postoperative Röntgentherapie der Krebse, ebenda 13, 1922, Seite 278–284
- Zum heutigen Stand der Strahlentherapie des Brustkrebses, ebenda 87, 1952, Seite 35–40
- Das Problem der „Kreuzfeuerwirkung“ in der gynäkologischen Röntgentherapie, In: Zentralblatt für Gynäkologie 37, 1913